# Dubai Tennis Championships 2022 - Qualificazioni singolare maschile
Le qualificazioni del singolare del Dubai Tennis Championships 2022 sono state un torneo di tennis preliminare per accedere alla fase finale. I vincitori dell'ultimo turno sono entrati di diritto nel tabellone principale. In caso di ritiro di uno o più giocatori aventi diritto a questi sono subentrati gli alternate, coloro che vengono ammessi al tabellone principale a causa dell'assenza di un lucky loser che possa sostituire il giocatore ritirato. 

## Teste di serie
1. Alexei Popyrin (ultimo turno, lucky loser)
2. Emil Ruusuvuori (ritirato)
3. Alex Molčan (ultimo turno)
4. Henri Laaksonen (primo turno)

1. João Sousa (primo turno)
2. Ričardas Berankis (qualificato)
3. Tarō Daniel (qualificato)
4. Jiří Veselý (qualificato)

## Qualificati
1. Jiří Veselý
2. Ričardas Berankis

1. Tarō Daniel
2. Christopher O'Connell

## Lucky loser
1. Alexei Popyrin

## Tabellone

### Legenda
| - Q = Qualificato - WC = Wild card - LL = Lucky loser | - ALT = Alternate - SE = Special Exempt - PR = Protected Ranking | - w/o = Walkover - r = Ritirato - d = Squalificato |

### Sezione 1
|  | Primo turno | Primo turno      | Primo turno      | Primo turno | Primo turno |  |  | Ultimo turno | Ultimo turno   | Ultimo turno | Ultimo turno | Ultimo turno |  |
|  |             |                  |                  |             |             |  |  |              |                |              |              |              |  |
|  | 1           | Alexei Popyrin   | Alexei Popyrin   | 7           | 6           |  |  |              |                |              |              |              |  |
|  |             | Altuğ Çelikbilek | Altuğ Çelikbilek | 5           | 2           |  |  | 1            | Alexei Popyrin | 64           | 7            | 2            |  |
|  | WC          | Hady Habib       | 1                | 7           | 3           |  |  | 8            | Jiří Veselý    | 7            | 6            | 6            |  |
|  | 8           | Jiří Veselý      | 6                | 5           | 6           |  |  |              |                |              |              |              |  |

### Sezione 2
|  | Primo turno | Primo turno          | Primo turno     | Primo turno | Primo turno |  |  | Ultimo turno | Ultimo turno      | Ultimo turno | Ultimo turno | Ultimo turno |  |
|  |             |                      |                 |             |             |  |  |              |                   |              |              |              |  |
|  | Alt         | Pavel Kotov          | Pavel Kotov     | 6           | 7           |  |  |              |                   |              |              |              |  |
|  |             | Jahor Herasimaŭ      | Jahor Herasimaŭ | 4           | 5           |  |  | Alt          | Pavel Kotov       | 6            | 7            | 4            |  |
|  | WC          | Carlos Gómez-Herrera | 3               | 6           | 5           |  |  | 6            | Ričardas Berankis | 7            | 5            | 6            |  |
|  | 6           | Ričardas Berankis    | 6               | 4           | 7           |  |  |              |                   |              |              |              |  |

### Sezione 3
|  | Primo turno | Primo turno    | Primo turno    | Primo turno | Primo turno |  |  | Ultimo turno | Ultimo turno | Ultimo turno | Ultimo turno | Ultimo turno |  |
|  |             |                |                |             |             |  |  |              |              |              |              |              |  |
|  | 3           | Alex Molčan    | Alex Molčan    | 7           | 6           |  |  |              |              |              |              |              |  |
|  | WC          | Mohamed Safwat | Mohamed Safwat | 62          | 3           |  |  | 3            | Alex Molčan  | Alex Molčan  | 3            | 63           |  |
|  |             | Elias Ymer     | Elias Ymer     | 1           | 4           |  |  | 7            | Tarō Daniel  | Tarō Daniel  | 6            | 7            |  |
|  | 7           | Tarō Daniel    | Tarō Daniel    | 6           | 6           |  |  |              |              |              |              |              |  |

### Sezione 4
|  | Primo turno | Primo turno           | Primo turno           | Primo turno | Primo turno |  |  | Ultimo turno | Ultimo turno          | Ultimo turno          | Ultimo turno | Ultimo turno |  |
|  |             |                       |                       |             |             |  |  |              |                       |                       |              |              |  |
|  | 4           | Henri Laaksonen       | Henri Laaksonen       | 3           | 5           |  |  |              |                       |                       |              |              |  |
|  |             | Christopher O'Connell | Christopher O'Connell | 6           | 7           |  |  |              | Christopher O'Connell | Christopher O'Connell | 6            | 6            |  |
|  | PR          | Yuki Bhambri          | 6                     | 3           | 7           |  |  | PR           | Yuki Bhambri          | Yuki Bhambri          | 3            | 4            |  |
|  | 5           | João Sousa            | 3                     | 6           | 65          |  |  |              |                       |                       |              |              |  |